# Шамбо Алијер
Шамбо Алијер (фр. Chambost-Allières) насеље је и општина у источној Француској у региону Рона-Алпи, у департману Рона која припада префектури Вилфранш сир Саон.
По подацима из 2011. године у општини је живело 787 становника, а густина насељености је износила 55,66 становника/km². Општина се простире на површини од 14,14 km². Налази се на средњој надморској висини од 320 метара (максималној 865 m, а минималној 320 m).

## Демографија
| 1962. | 1968. | 1975. | 1982. | 1990. | 1999. | 2011. |
| ----- | ----- | ----- | ----- | ----- | ----- | ----- |
| 581   | 606   | 658   | 658   | 618   | 617   | 787   |

График промене броја становника у току последњих година